# Orosz–grúz háború
Az orosz–grúz háború vagy dél-oszétiai háború 2008 augusztusában kezdődött fegyveres konfliktus az egyik oldalon Grúzia, a másik oldalon Dél-Oszétia, Abházia és Oroszország között. Grúzia 2008. augusztus 7-én, a pekingi olimpia megnyitására időzítve, váratlan támadást intézett a Dél-Oszétiában állomásozó orosz békefenntartó erők ellen azzal a céllal, hogy a Grúzia által magáénak vallott területet elfoglalja. Grúzia szerint Dél-Oszétia megtámadására a már korábban megindult orosz csapatmozgások miatt volt szükség, a grúz támadás pillanatában az orosz hadsereg már Dél-Oszétia (azaz Grúzia) területén volt. Az Európai Unió Heidi Tagliavini svájci diplomatanő által vezetett vizsgálóbizottsága 2009. szeptember 30-án kiadott hivatalos jelentése megállapította: a háborút Grúzia kezdte, a grúz állítások az előzetes orosz támadásról hamisak. Nemzetközi megfigyelők szerint Oroszország többek között titkosszolgálati eszközökkel provokálta ki a grúz támadást, hogy jól felkészülve lecsaphasson Grúziára és elszakíthassa Dél-Oszétiát és Abháziát.

## Előzmények

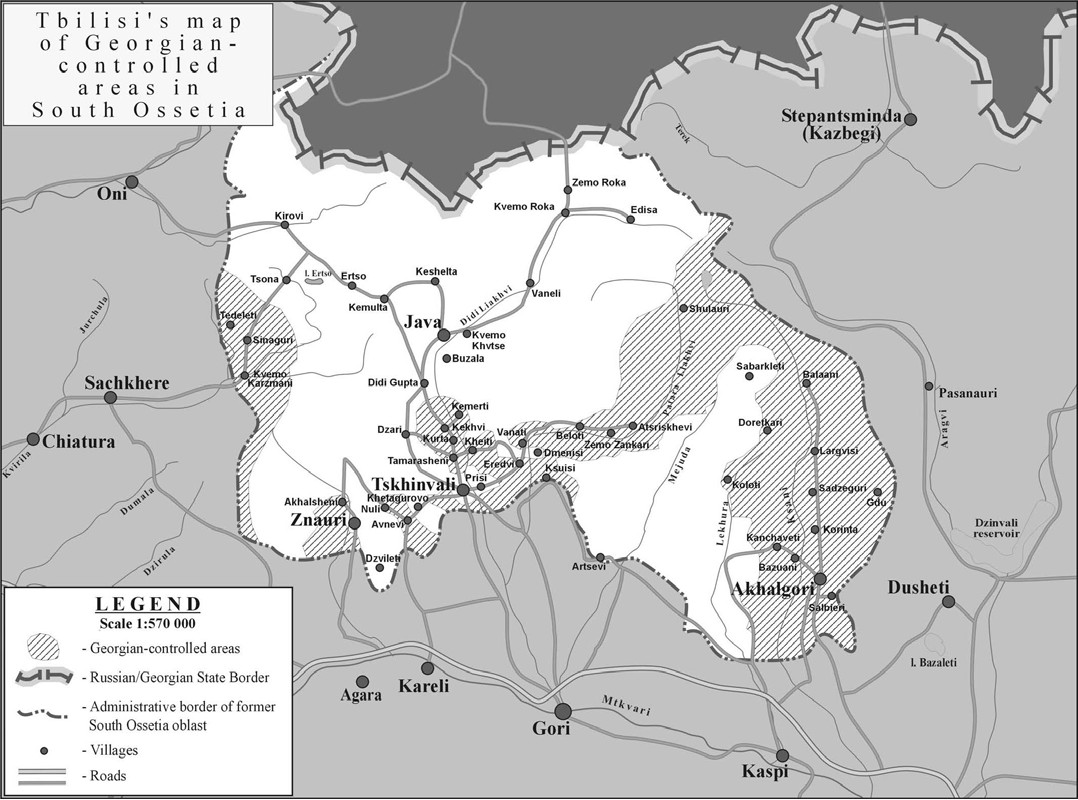
Dél-Oszétia 2008-as háború előtti térképe. A csíkozott rész grúz fennhatóság alatt állt.

Grúzia 1991-ben kiáltotta ki függetlenségét, ami után Dél-Oszétia, Abházia és Adzsaria kikiáltotta saját függetlenségét, de ezt más országok nem ismerték el, azonban a területeknek sikerült megakadályozniuk, hogy Grúzia visszafoglalja őket. Az elszakadt területekről több ezer grúzt űztek el, Grúziából pedig sok oszétot. A 2003 őszi grúz rózsás forradalom után az ország újraegyesítését (azaz a szakadár országrészek visszafoglalását) elsődleges feladatnak tekintő, nyugatbarát nacionalista Miheil Szaakasvili jutott hatalomra, vezetésével az ország viszonylag gyorsan visszafoglalta Adzsariát, és területeket foglalt el Dél-Oszétiából is, körülbelül a terület harmadát (tulajdonképp néhány völgyet, míg északon a Kaukázus nagyobb hegyei húzódnak), fokozatosan megközelítve Chinvalit. A korábban viszonylag nyugodt területen azóta a feszültség folyamatosan nőtt. Oroszország az ENSZ egyetértésével mindkét területen, Dél-Oszétiában és Abháziában is békefenntartókat állomásoztatott. A dél-oszét szeparatistákat a civil lakosság támogatja. Egy 2006-os népszavazáson az oszét lakosság 99 százaléka(!) a függetlenség mellett szavazott.
2008 februárjában kikiáltotta függetlenségét Koszovó. Amerikai erők segítették a függetlenség kiharcolását. A főként oroszok lakta Dél-Oszétia és Abházia is - Oroszországgal a háta mögött - el akar szakadni az amerikai érdekszférába tartozó Grúziától válaszlépésként Koszovó függetlenedésére.
Áprilisban Grúzia közeledett a NATO-hoz. Tagjelölti státuszt kapott az ország. Ezért Oroszország csapatösszevonásokat hajtott végre Abháziában, és lelőtt egy grúz felderítő repülőgépet.
Májusban az új orosz elnök, Dmitrij Medvegyev utasítására 400 katona vonult Abházia területére. Brüsszelben Grúzia az Európai Unió segítségét kérte egy esetleges orosz támadástól tartva.
Júliusban - fenyegetésképpen - orosz vadászgépek jelentek meg Dél-Oszétia felett. Az elhidegülés folyamatosan tartott, Grúzia hazahívta moszkvai nagykövetét is.

## A háború menete
A konfliktus kisebb összecsapásokkal kezdődött, Dél-Oszétiából több ízben lőttek grúz területeket. Augusztus 4-én meghalt hat polgári személy egy grúz támadásban - jelentette be Dél-Oszétia kormánya. Oroszország jelezte, hogy ellenzi az erőszakot. Augusztus 7-én tárgyalóasztalhoz ültek Dél-Oszétia, Grúzia képviselői, tűzszünetről egyeztettek. Chinvalit este lőni kezdték a grúzok.

### Augusztus 8.

A 2008. augusztus 8-i csapatmozgások. A kék nyilak a grúz, a vörös nyilak az orosz alakulatok mozgását mutatják.

A 2008. évi nyári olimpiai játékok első napján Grúzia háborús offenzívába kezdett Dél-Oszétia szeparatistái ellen, ostrom alá fogta a grúz határhoz közel fekvő dél-oszét fővárost, Chinvalit, többek között BM–21 Grad rakéták bevetésével. Oroszország válaszképpen a grúz támadásokra csapatokat mozgatott Grúzia határához, mintegy 150 harckocsit és tüzérséget juttatott Dél-Oszétiába. Az orosz kormány az orosz állampolgárok védelmére hivatkozva tette meg lépéseit (a legtöbb oszét rendelkezik orosz útlevéllel). 12 orosz békefenntartót megöltek grúz erők. Orosz hadihajók járőrözni kezdtek Grúzia fekete-tengeri partjánál, ámbár Oroszország tagadja a tengeri blokádot, bombázták a legfontosabb grúz kikötővárost, Potit. Chinvalit rommá lőtték, miután a grúzok által ostromlott városba megérkezett az orosz hadsereg is. A konfliktusban szereplő mindhárom fél fegyveres műveleteket hajtott végre Chinvaliban. Lassan győzött a túlerő, az oroszok szorítják kifelé a grúzokat a településről. Egyes hírek szerint az orosz légi fölényt MiG–29-esek biztosították, amelyek ráadásul Örményországból szálltak föl. (Örményországban, Jerebuni légibázison, Jerevánban valóban állomásozik egy orosz MiG–29 század, az 426. IAE). Grúz állítás szerint lelőttek többek között egy felderítő Szu–24MR vadászbombázót (9K33 Osza légvédelmi rakétával).

### Augusztus 9.

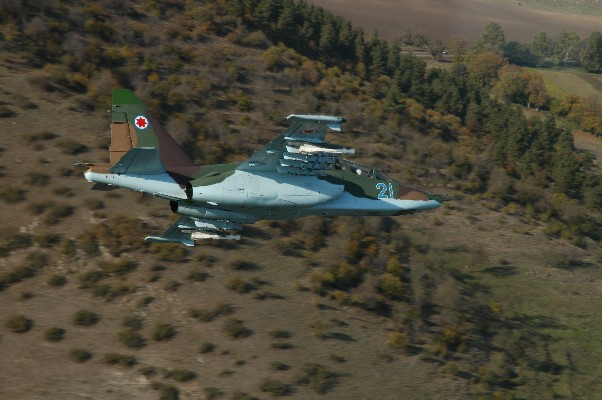
Grúz Szu–25-ös

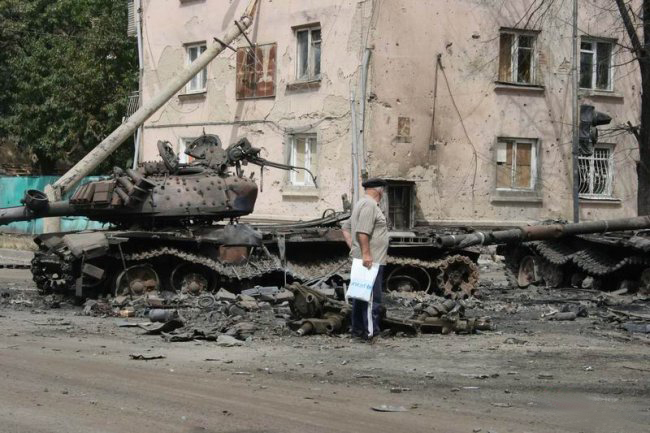
Kilőtt grúz T–72-esek Chinvaliban. A harckocsi kedvezőtlen, „helytakarékos” kialakítása miatt az ágyú teljes lőszerkészletét a toronyban tárolják, emiatt találat esetén az felrobban, a teljes kezelőszemélyzet halálát okozva. A torony emiatt lerepült a páncéltestről.

Az orosz csapatok kiszorították a grúz erőket Chinvaliból, eközben 8-án és 9-én négy gépük (egy felderítést végző Tu–22M3R közepes bombázó és három Szu–25 csatarepülőgép) elvesztését ismerték el. A grúz–dél-oszét határhoz közel fekvő Gorit, Sztálin szülővárosát is bombázták. Poti kikötőjét eközben bombázta az orosz légierő. Grúzia visszavonult az offenzívából, védekezésképpen az „orosz agressziótól”. Elnöke, Miheil Szaakasvili kijelentette, hogy az oroszok „jól megtervezett inváziót hajtanak végre”. Oroszország válaszképpen megvádolta Grúziát az Egyesült Nemzetek Szervezetében, hogy ők indították el a háborút a dél-oszétiai szeparatisták ellen. Grúzia hangsúlyozta, a grúzokat dél-oszétiai harcosok támadásokkal provokálták. Dél-Oszétia tagadta ezeket a vádakat.
Majdnem az összes nemzetközi reakció a konfliktus békés tisztázására szólította fel az érintetteket. Az Európai Unió és az Amerikai Egyesült Államok képviselői azt nyilatkozták, hogy a mielőbbi tűzszünet érdekében delegációt küldenek a térségbe.

### Augusztus 10.
Az oroszok teljesen kiszorították a grúzokat Dél-Oszétiából, akik fegyverszünetet kértek. Az oroszok bombázni kezdték Grúzia egyes területeit, elutasították a fegyverszüneti felhívást és bevonultak Grúziába. „Oroszország nem területileg kíván terjeszkedni, de legitim érdekei vannak ebben a térségben” – nyilatkozta Mihail Gorbacsov. George Bush felszólította Oroszországot támadó hadműveleteinek befejezésére. Miheil Szaakasvili grúz államfő a nemzetközi erőktől kért segítséget az orosz offenzíva elhárítására. Orosz kézre került Grúzia egy része, 50 ezren menekültek el Goriból, az oroszok ezt a várost is bevették 10-én. Szenaki légi támaszpontját bombázták az oroszok – nyilatkozta Alekszandr Novickij.
Grúzia kivonta csapatait Irakból, a mintegy 2000 főnyi katonát amerikai repülőgépek szállították Grúziába.
Grúz rakétanaszádok kétszer is támadást kíséreltek meg orosz hadihajók ellen. Az orosz haditengerészet hajói választüzet nyitottak, amelynek következtében az egyik támadó naszád elsüllyedt. A grúz légvédelem lelőtt egy-egy orosz Szu–24M-et, egy Szu–25-öst és egy Mi–24-est.

### Augusztus 11.

A 2008. augusztus 11-ei hadműveletek Grúzia területén

Grúz vezetők kijelentették, hogy csapataik elhagyták Dél-Oszétia területeit. Chinvali még mindig tűz alatt állt, méghozzá a grúz haderő által - állították az oroszok. Abházia ultimátumot küldött a grúzoknak, hogy hagyják el a grúz területen lévő, Abházia ellenőrzéséhez kulcsfontosságú Kodori-szorost. Grúzia azonban nem vonta vissza csapatait.

### Augusztus 12.
Orosz és már abház csapatok is támadást indítottak Abházia irányából.
Poti kikötőjében a grúz parti őrség három hadihajóját megsemmisítették. (Később még további hármat elsüllyesztettek.) Grúzia haderejének nagyja megsemmisült, fővárosuk, Tbiliszi védelmére vonták össze maradék seregeiket. Miheil Szaakasvili nemzetközi segítséget kért.
Az ENSZ Menekültügyi Főbiztossága segélyt küldött Grúziába, a repülőgép 2008. augusztus 12-én landolt. (Augusztus 13-án egy másik gép is útnak indult.) Szakértők valószínűsítették, hogy a háború rövidesen véget is érhet. Ugyanezen a napon Szaakasvili bejelentette, hogy országa kilép a Független Államok Közösségéből.
Oroszország ideiglenes tűzszünetet hirdetett. Az oroszok megkezdték csapataik visszavonását a térségből, mivel állításuk szerint helyreállították Dél-Oszétia korábbi biztonságát. Az orosz elnök is bejelentette, hogy Oroszország ki fogja vonni a Dél-Oszétiába küldött csapatait.
Közben Nicolas Sarkozy francia elnök, az Európai Unió soros elnöke közvetített. Reggel Moszkvában, este Tbilisziben tárgyalt. Miheil Szaakasvilivel tartott sajtótájékoztatóján késő este bejelentette, hogy megegyeztek az Oroszországgal megkötendő módosított béketervben.

### Augusztus 13.
Eduard Sevardnadze korábbi grúz elnök egy interjúban kijelentette, hogy szerinte hiba volt megfelelő előkészületek nélkül megtámadni Dél-Oszétiát. Komolyabb összecsapások nem voltak augusztus 13-án. Gori köré blokádot vontak az oroszok, a nemzetközi közösségeknek fosztogatók távoltartásával indokolták a blokád szükségességét.
Goriból Tbiliszi felé orosz szárazföldi csapatok vonultak. Medvegyev leállíttatta az orosz támadást. Francia segítséggel 13-án este tűzszüneti megállapodást készített elő Oroszország és Grúzia.
Grúziát nem szállják meg az oroszok – állította az orosz kormány. Augusztus 25-én az orosz csapatok nagy része kivonult Grúzia megszállt területeiről

## Haderők, fegyverzet

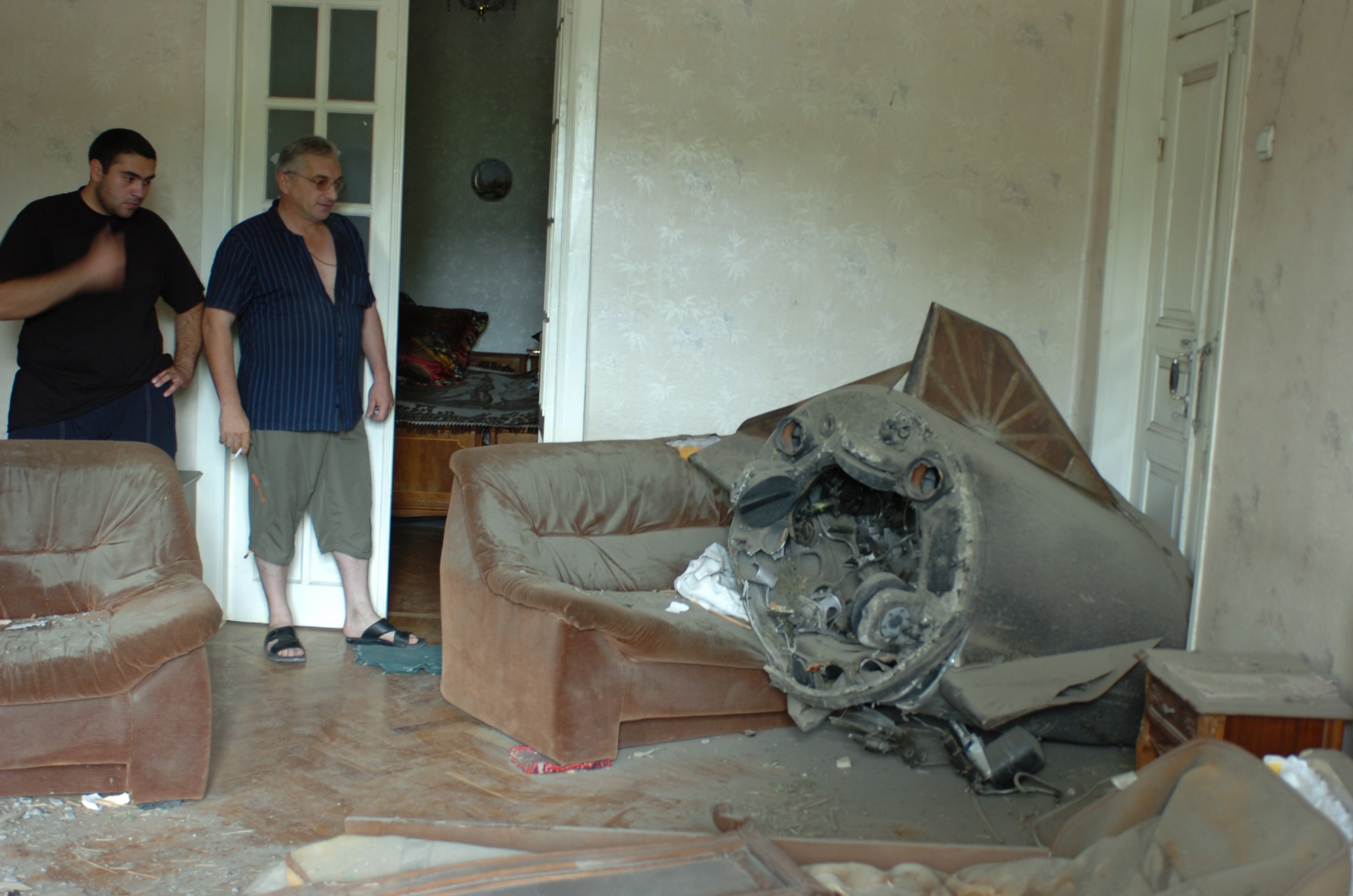
OTR–21 Tocska ballisztikus rakéta törzsének hátsó része egy gori lakásba csapódva 2008. augusztus 25-én

Mindkét oldalon bevetették a szovjet gyártmányú Szu–25 csatarepülőgépeket és a T–72-es típusú harckocsikat. Grúzia használt nyugati eredetű technikát, például UH–1 Iroquois helikoptereket is bevetett. Orosz oldalról elsősorban az egykori Szovjet Hadsereg haditechnikáját vetették be, az utóbbi húsz év korszerűbb fegyverei nem jelentek meg az itt harcoló alakulatoknál. Viszonylag nagy mennyiségben használtak fel OTR–21 Tocska harcászati ballisztikus rakétákat is.
A grúz légvédelem a háború előtt nagyarányú fejlesztésen esett át, hadrendbe álltak ukrán eredetű 9K37 Buk és 9K33 Osza, valamint izraeli Spyder–SR légvédelmi rakétakomplexumok, valamint Sztrela–2, Sztrela–3, Igla–1 és Grom kézi légvédelmi rakéták. Az Oroszország által is elismerten a háború alatt elvesztett hat repülőgép (három Szu–25, két Szu–24 és egy Tu–22M3) nagy részét (három repülőgépet) mégsem a grúz, hanem a nagyon rosszul informált orosz légvédelem lőtte le. (Két gépet a grúzok lőttek le, egy gép sorsa ismeretlen).

## A háború után

### Augusztus 14.
„Chinvaliban sok helyen már van áram és kenyér, péntektől lesz víz, fogható lesz három orosz tévécsatorna és működik a mobiltelefon-hálózat” - jelentette Dmitrij Medvegyev elnöknek az orosz rendkívüli helyzetek minisztere, Szergej Sojgu későn este Szocsiban.

### Augusztus 15.
Miheil Szaakasvili aláírta a tűzszüneti megállapodást.

### Augusztus 16.
Dmitrij Medvegyev orosz elnök is aláírta a fegyvernyugvásról szóló megállapodást. Mihail Mindzajev dél-oszét belügyminiszter összesítése szerint Dél-Oszétiában 2100-an, grúz oldalon 182-en haltak meg a háború alatt. George W. Bush kijelentette, hogy Abházia és Dél-Oszétia Grúzia része, és nem támogatja az ország földarabolását.

### Augusztus 19.
Az 58. orosz hadsereg kedden megkezdte visszavonulását (nem kivonulását). Az oroszok hangot adtak azon elképzelésüknek, hogy katonai bázist hoznának létre Dél-Oszétiában. Anatolij Nogovicin vezérkarifőnök helyettes szerint elképzelhető egy bázis létrehozása. Ezt az ötletet már Eduard Kokojti is felvetette. A dél-oszét fővárosban, Chinvaliban helyreállítási munkálatok folytak. Vlagyimir Blank állítása szerint Chinvali ötödét érte károsodás.
Condoleezza Rice kijelentette, a NATO nem hagyja, hogy Moszkva destabilizálja Európát.

### Augusztus 20.
Az ENSZ Biztonsági Tanácsa ülésén elvetette a franciák által benyújtott tervezetet. Grúz források megerősítették, hogy az orosz csapatok nem távoztak.

## Következmények és politikai rendezés

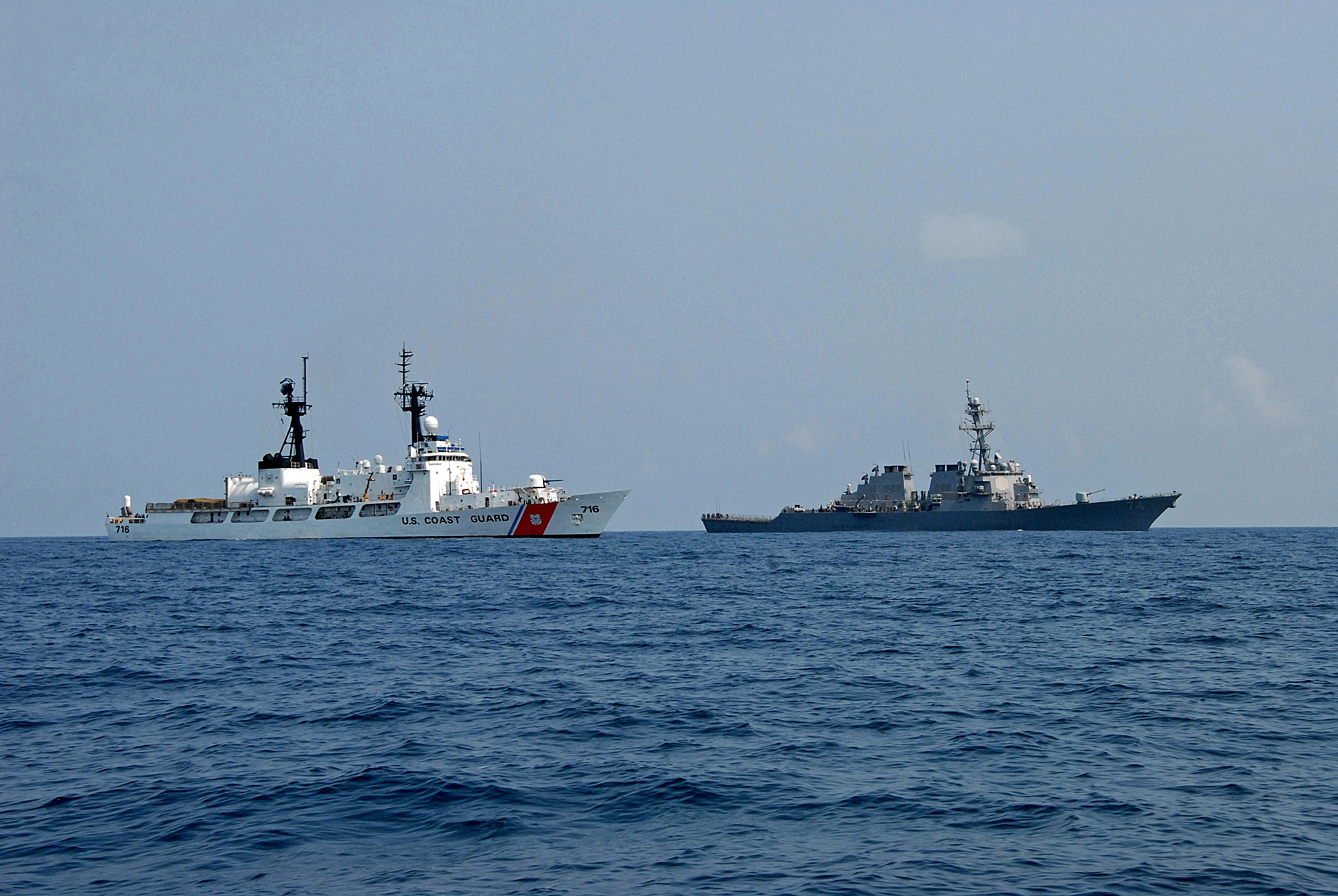
Amerikai hadihajók humanitárius segélyt visznek Grúziának Batumi kikötőjébe

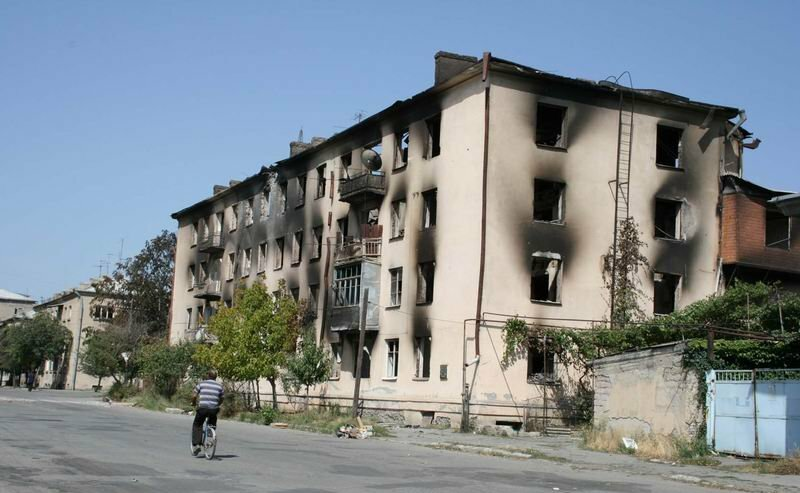
Chinvali a háború után

- A helyreállítási munkálatok gyorsítására hivatkozva 2008. augusztus 19-én Dél-Oszétia elnöke menesztette kormányát és rendkívüli állapotot hirdetett ki, mert a lakossághoz sok fegyver került.[44]
- Miheil Szaakasvili grúz elnök előzőleg a következőképpen összegezte a helyzetet: a háború és béke egyaránt izraeli zsidók kezében van. Szavait a Háárec nevű vezető izraeli baloldali napilap idézte. Az elnök éppen az izraeli fegyverek hatékonyságát ecsetelte, majd azt mondta: két izraeli kabinetminiszterünk van, az egyik háborúval foglalkozik (Davit Kezerasvili honvédelmi miniszter), a másik pedig tárgyalásokkal (Temur Iakobasvili területi egységért felelős államminiszter).[45]
- 2008. augusztus 26-án Oroszország elismerte Dél-Oszétiát és Abháziát független államnak. Az Állami Dumában lefolyt vita során Koszovó példájával is érveltek.
- 2008. augusztus 30-án a grúz kormány felmondta az első abháziai háborút 1994-ben lezáró tűzszüneti megállapodást.
- 2008. szeptember 8-án Dmitrij Medvegyev orosz államfő Nicolas Sarkozy francia elnökkel folytatott tárgyalásai után bejelentette, hogy október második hetéig kivonulnak az orosz csapatok Grúziából, amennyiben az EU addig 200 megfigyelőt küld Dél-Oszétiába. A kiürítés azt jelenti, hogy visszavonulnak a konfliktus kirobbanása előtti vonalakig, azaz Dél-Oszétiában és Abháziában továbbra is orosz csapatok fognak állomásozni. A – hírek szerint viharos – megbeszéléseken jelen volt José Manuel Barroso, az Európai Bizottság elnöke és Javier Solana Kül- és Biztonságpolitikai Főképviselő is.[46]
- 2008. szeptember 9-én megkezdődött az orosz csapatkivonás, 13-án kivonultak Potiból.[47]
- 2008. szeptember 17-én barátsági, együttműködési és kölcsönös segítségnyújtási szerződést kötött Oroszország Abháziával és Dél-Oszétiával. Szergej Bagaps abház elnök a szerződés aláírása után bejelentette, hogy mindkét ország csatlakozni kíván a Független Államok Közösségéhez.[48]
- 2008. október 1-én megkezdte munkáját az a 200 megfigyelő és 100 fős kiszolgáló személyzet, akiket az Európai Unió küldött Grúziába, a tűzszüneti megállapodás végrehajtásának ellenőrzésére.[49]
- 2008. november 19-én Oroszország és Grúzia megkezdte tárgyalásait Genfben az augusztusi háború nyomán fennmaradt kérdések rendezéséről.
- 2008. november 23-án Szaakasvili grúz és Lech Kaczyński lengyel elnök gépkocsioszlopa a sötétben, 30 méterre megközelítette Dél-Oszétia határán levő oszét ellenőrző pontot. A lengyel elnök, állítása szerint, szerette volna leellenőrizni, hogy az ellenőrzőponton tartózkodnak-e orosz katonák. Ekkor valakik lövéseket adtak le, feltehetően a levegőbe. Az elnöki konvoj visszafordult. Senki sem sebesült meg. A grúzok szerint oroszok lőttek, mások szerint oszétek. Ezt mindkét meggyanúsított fél cáfolta. A lengyel belbiztonsági szervek vizsgálata szerint maguk a grúzok rendezhették meg a lövöldözést.[50][51]
- 2008. december 2-án az Európai Unió bejelentette, hogy hivatalos vizsgálatot indít az augusztusi grúz-orosz konfliktus okainak feltárására. A vizsgálatot Heidi Tagliavini svájci politikus vezeti, aki 2002 és 2006 között az ENSZ grúziai különmegbízottja volt. A vizsgálatot végző csoport a térségbe utazik. Számítanak Oroszország jóakaratára is, hiszen anélkül nem juthatnak el Abháziába és Dél-Oszétiába. A vizsgálat 2009. július 31-ig tart, de ha szükséges, meg lehet hosszabbítani a misszió munkáját. A vizsgálat lezárultával Heidi Tagliavini átadja a csoport jelentését a konfliktusban érintett feleknek, az EU tagállamainak, az Európai Biztonsági és Együttműködési Szervezetnek (EBESZ) és az ENSZ-nek is.[52]
- 2008. december 23-án az orosz ügyészség bejelentette: „bizonyítékaik vannak arra vonatkozóan, hogy tudatos és előre megtervezett népirtást hajtottak végre az oszét nép, mint etnikum ellen és ez felveti a grúz vezetők felelősségét, tisztségüktől függetlenül”. Az ügyész szerint a háború idején 48 orosz katona halt meg és 162 dél-oszét civilt öltek meg a grúzok. Álláspontjuk szerint Grúzia önkénteseket hívott az Egyesült Államokból, Ukrajnából, Csehországból és Törökországból, hogy harcoljanak az orosz csapatok ellen.[53]
- 2008. december 23-án bejelentették, hogy az EBESZ megfigyelői 2009 elején kivonulnak Grúziából. Mandátumuk 2008. december 31-én ér véget. A szervezet szerette volna három hónappal meghosszabbítani a küldetést, de az EBESZ jelenlegi vezetése, Finnország közölte, hogy a felek álláspontja annyira ellentétes, hogy reménytelen a megegyezés az év vége előtt, ezért a szervezetnek nincs más választása, mint kivonulni. Az EBESZ megfigyelői 1992 óta dolgoznak Grúziában, jelenleg mintegy 200 fő. Az augusztusi orosz-grúz háború utáni tűzszünet betartását ellenőrző 28 fegyvertelen EBESZ-megfigyelő azonban továbbra is Grúziában marad.[54]

## Kapcsolódó szócikk
- A geopolitika alapjai. Oroszország geopolitikai jövője